# Pe (alfabeto persiano)

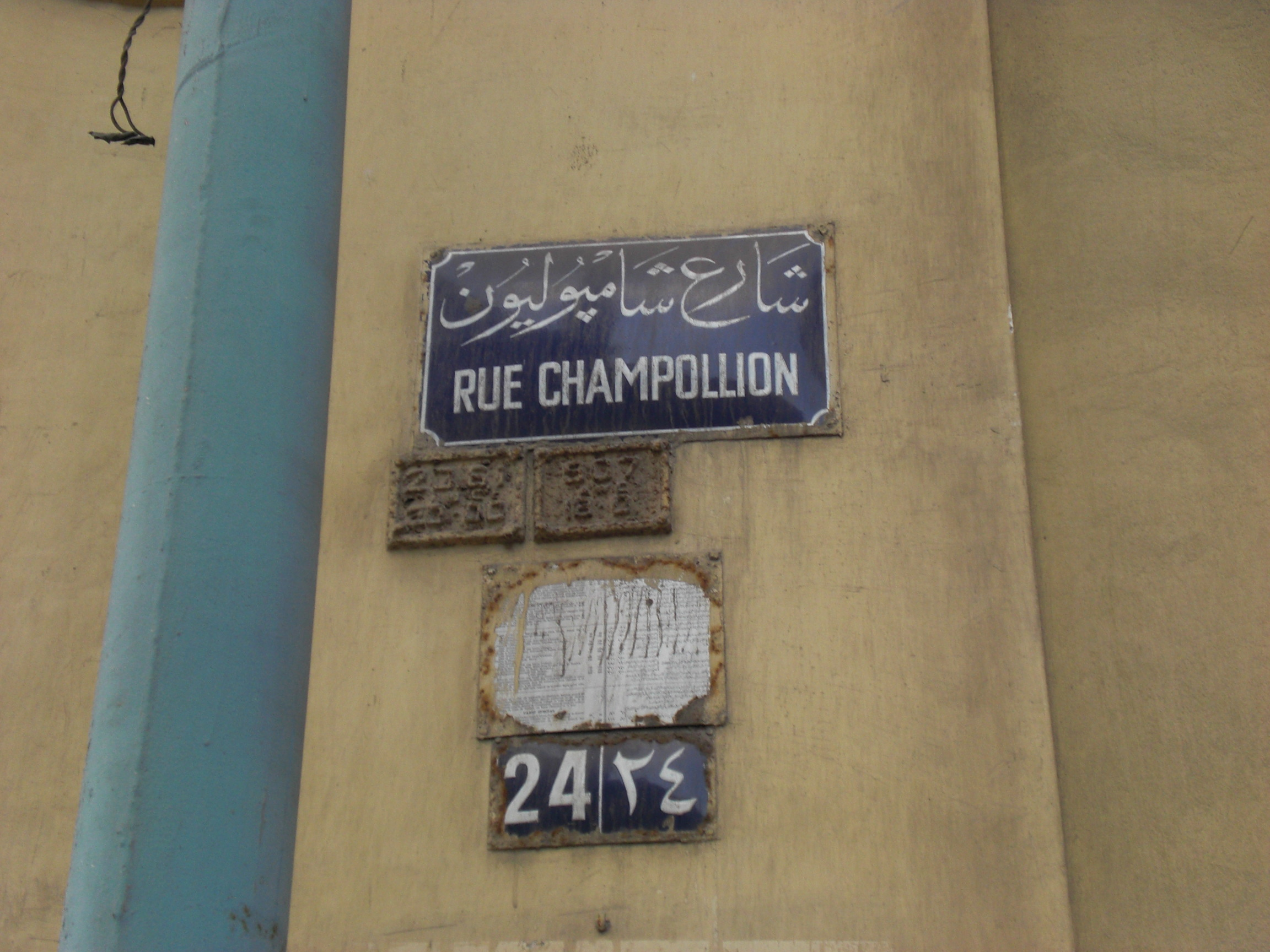
Esempio di uso della lettera in un segnale stradale nella città di Alessandria in Egitto, in francese Rue Champollion e in alfabeto arabo شارع شامپوليون

Pe (in persiano پ‎ /paː/) è una lettera usata nella lingua persiana, curda, Pashto, Beluci, e altre lingue iraniche: uigura, Urdu, Sindhi, Kashmiri, Shina, e lingue turche (prima che venissero adottati l'alfabeto latino e cirillico) per rappresentare l'occlusiva bilabiale sorda ⟨p⟩..
È anche una delle due lettere straniere aggiuntive (l'altra è ڤ‎ /v/) che sono talvolta usate nei dialetti arabi per rappresentare suoni stranieri nei prestiti linguistici. Rappresenta anche in questo caso il suono  /p/ e può essere sostituita da ب‎ /b/. In Egitto, la lettera è chiamata be be-talat noʾaṭ (به بتلات نقط"be con tre punti").

## Fonetica
Da un punto di vista fonetico la pe corrisponde alla occlusiva bilabiale sorda (IPA: /p/), risultando quindi essere perfettamente assimilabile al fonema della lettera p dell'alfabeto latino.

## Scrittura e traslitterazione
La pe' viene scritta in varie forme in funzione della sua posizione all'interno di una parola.
| Forma isolata | Forma finale | Forma intermedia | Forma iniziale |
| پ             | ـپ…          | …ـپـ…            | …پـ            |

Nella traslitterazione dal persiano è associata a p.

## Informatica
| Carattere                          | پ                    | پ                    |
| ---------------------------------- | -------------------- | -------------------- |
| Nome Unicode                       | Lettera persiana Peh | Lettera persiana Peh |
| Codifiche                          | decimale             | esadecimale          |
| Unicode                            | 1662                 | U+067E               |
| UTF-8                              | 217 190              | D9 BE                |
| riferimento numerico dei caratteri | &#1662;              | &#x67E;              |